# Дехтяревы
Дехтяревы (Дехтеревы) — древний дворянский род.
1. Якуш Дехтярев владел поместьем в Шелонской пятине (1498). Владельцы поместий: Фёдор Васильевич и Калина Карпович в Епифанском уезде (1585), Милька Санин (1592-1606), Бажен Гаврилович владел мельницей в Твери (1619). Фёдор Яковлевич за службу пожалован поместьем в Епифанском уезде (1682), потомство его внесено в родословную книгу Воронежской губернии. Афанасий Семёнович владел населённым имением в Елецком уезде (1697)[1].
2. Происходит от лейб-кампанца Андрея Дехтярёва.[2] Полковник Николай Васильевич Дехтярёв кавалер ордена Святого Георгия 3-й степени (1807)[3].

## Описание герба
Щит разделён перпендикулярно на две части, в правой в чёрном поле между тремя серебряными звёздами находится золотое стропило, с означенными на нём тремя горящими гранатами. В левой части в зелёном поле две серебряные шпаги с ручками и эфесами золотыми, положенные наподобие Андреева креста, между четырьмя восходящими полумесяцами того же металла.
Щит увенчан дворянским шлемом, на котором наложена Лейб-Компании Гренадёрская шапка со страусовыми перьями красного и белого цвета, и по сторонам этой шапки видны два чёрные орлиные крыла с тремя на каждом серебряными звёздами. Намёт на щите зелёного и чёрного цвета, подложен серебром и золотом. Герб Дехтярева внесён в Часть 1 Общего гербовника дворянских родов Всероссийской империи, стр. 94.